# Компьютерный музей

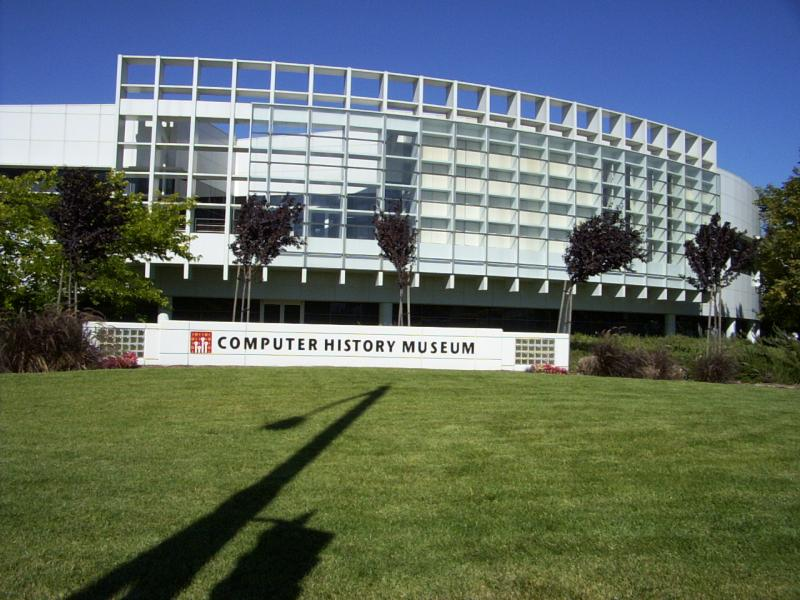
Музей компьютерной истории

Компьютерный музей — музей, посвящённый истории вычислительной техники и программному обеспечению, как и всякий музей, является «постоянным учреждением, призванным служить обществу и способствовать его развитию, доступным широкой публике, занимающимся приобретением, хранением, исследованием, популяризацией и экспонированием материальных свидетельств о человеке и среде его обитания в целях изучения, образования, а также для удовлетворения духовных потребностей», по определению Международного совета музеев.
Некоторые компьютерные музеи существуют как часть другого крупного учреждения, например Музей науки в Лондоне или Немецкий музей в Мюнхене. Другие же, как калифорнийский Музей компьютерной истории в Маунтин-Вью, Национальный музей компьютеризации в Блетчли-парк, Heinz Nixdorf MuseumsForum в Падерборне, являются узкоспециализированными. Часть музеев специализируются на ранней истории вычислительной техники, другие на эпохе первых персональных компьютеров, таких как Apple I и Altair 8800, Apple II, старые компьютеры Apple Macintosh, Commodore Internationals, Amiga, IBM PC и более редкие, такие как Osborne 1. Такие музеи как Computerspielemuseum Berlin специализируются на компьютерных играх. Есть музей концентрирующие усилия на научных исследованиях и хранении, другие уделяют больше внимания целям образования и развлечения. Существуют также частные коллекции.
Особой разновидностью компьютерных музеев являются виртуальные музеи вычислительной техники и информационных технологий.